# Daoguang-kejsaren
Daoguang-kejsaren var den sjätte kejsaren i Qingdynastin, som regerade över Kina (1820-1850). Hans tempelnamn var Xuanzong (宣宗). Under hans regeringstid utbröt Opiumkriget, vilket ledde till ett förödmjukande nederlag år 1842.
Under hans ämbetstid lyckades Storbritannien med hjälp av korrupta kinesiska ämbetsmän att utvidga sin export av opium till Kina. Detta hotade både folkhälsan och den bilaterala handelsbalansen: Bara under åren 1831-1833 exporterade Kina ett lika stort belopp för opiumimporten (10 miljoner tael) som landet hade tjänat i sin handel med det engelska Ostindiska kompaniet under de föregående tio åren.
1839 sände han sin kejserlige kommissionär Lin Zexu till Kanton för att underttrycka opiumhandeln där. Lin lät att konfiskera  22.291 kistor opium som han sedan sänkte i havet, varefter han utvisade brittiska handelsmän från staden. Detta ledde till det första opiumkriget, vilket slutade i nederlag för Qing-regeringen som tvingades sluta en rad ojämlika fördrag med olika västerländska makter. Även Sverige-Norge slöt ett fördrag med Kina 1847, fördraget i Kanton.